# Исламска заједница у Хрватској
Исламска заједница у Хрватској је кровна исламска организација муслимана у Хрватској. Седиште Мешихата је у Загребу. Исламска заједница у Хрватској има свој Сабор и самосталну унутрашњу организацију. Већина муслимана у Хрватској су Бошњаци који су се у задњих стотињак година, углавном, из Босне и Херцеговине селили и настањивали се у Хрватској.

## Извор
- http://islamska-zajednica.hr/ -сајт Исламске заједнице у Хрватској